# Claudia Pasquero
Claudia Pasquero (Torino, 1972) è un'oceanografa e climatologa italiana.

## Biografia
Laureata all'Università di Torino, Claudia Pasquero svolge ricerche sulle interazioni tra oceani e clima, portando a miglioramenti significativi alla comprensione delle dinamiche dei tifoni e degli uragani. Si occupa anche delle interazioni tra le dinamiche oceaniche e gli ecosistemi marini.
Dopo aver insegnato al California Institute of Technology di Pasadena e all'University of California (Los Angeles e Irvine), è docente di oceanografia, meteorologia e climatologia presso l'Università degli Studi di Milano-Bicocca, ricercatrice presso l'Istituto di scienze dell'atmosfera e del clima del Consiglio Nazionale delle Ricerche (CNR). 
Nel 2024 è stata direttrice scientifica del format Planetaria – Discorsi con la Terra, creato da Stefano Accorsi (anche direttore artistico) e Filippo Gentili e tenutosi al Teatro della Pergola di Firenze fra il 7 e il 9 giugno. L'evento, dedicato al riscaldamento globale e alla tutela dell'ambiente, è stato caratterizzato da alcuni spettacoli teatrali a tema, a cui hanno partecipato Accorsi, Stefano Mancuso, Giulio Boccaletti, Emanuela Borgnino, Vittoria Puccini, Ludovica Martino, Nicolas Maupas, Valentina Bellè e la stessa Pasquero; inoltre, sono stati organizzati anche alcuni workshop per bambini e incontri istituzionali, questi ultimi in collaborazione con Will Media.
Collabora inoltre con l’Agenzia Spaziale Europea per lo sviluppo di missioni satellitari relative allo studio del clima: è stata selezionata dall’agenzia spaziale per realizzare uno strumento atto ad indagare la velocità dell'acqua nei mari, strumento che verrà imbarcato sul satellite Harmony nel 2029.

## Opere principali

### Libri
- Alla scoperta della crittografia quantistica, Bollati Boringhieri, Torino, 2006, ISBN 9788833957784.
- Come sta la terra? Il libro che ti spiega tutto sul clima, Il Castoro, Milano, 2021, ISBN 9788869668302.[5]
- Sta arrivando la fine del mondo? 15 punti di vista sulle paure e i rischi apocalittici del nostro presente, UTET, Milano, 2024, ISBN 9791221211436.

### Articoli su riviste scientifiche
- Deposition of banded iron formations by anoxygenic phototrophic Fe (II)-oxidizing bacteria su Geology, co-autori Andreas Kappler, Kurt . Konhauser e Dianne K. Newman, 1-11-2005, pp 865-868, ed. Geological Society of America.
- Northwestern Pacific typhoon intensity controlled by changes in ocean temperatures su Science advances, co-autori Wei Mei, Shang-Ping Xie, François Primeau e James C McWilliams, 29-5-2015, ed. American Association for the Advancement of Science.
- The effect of translation speed upon the intensity of tropical cyclones over the tropical ocean su Geophysical Research Letters, co-autori Wei Mei e François Primeau, numero 7, volume 39.[6]